# Aphelocheiridae
Aphelocheiridae – rodzina wodnych pluskwiaków różnoskrzydłych (Heteroptera). Takson monotypowy z rodzajem – Aphelocheirus. W Polsce występuje jeden, pospolity gatunek, płaszczak Aphelocheirus aestivalis – sprawnie i szybko pływający mieszkaniec szybko płynących, niewielkich rzek (reofil). Unika górskich potoków. Ma charakterystyczne, czarne ubarwienie grzbietowej części ciała i skrzydła zredukowane do niewielkich płytek na grzbiecie. Jest drapieżnikiem polującym na rozmaite wodne bezkręgowce i wysysającym je przy pomocy kłująco-ssącego aparatu gębowego. Dorosłe osobniki osiągają ok. 15 mm długości.